# هلیکاز

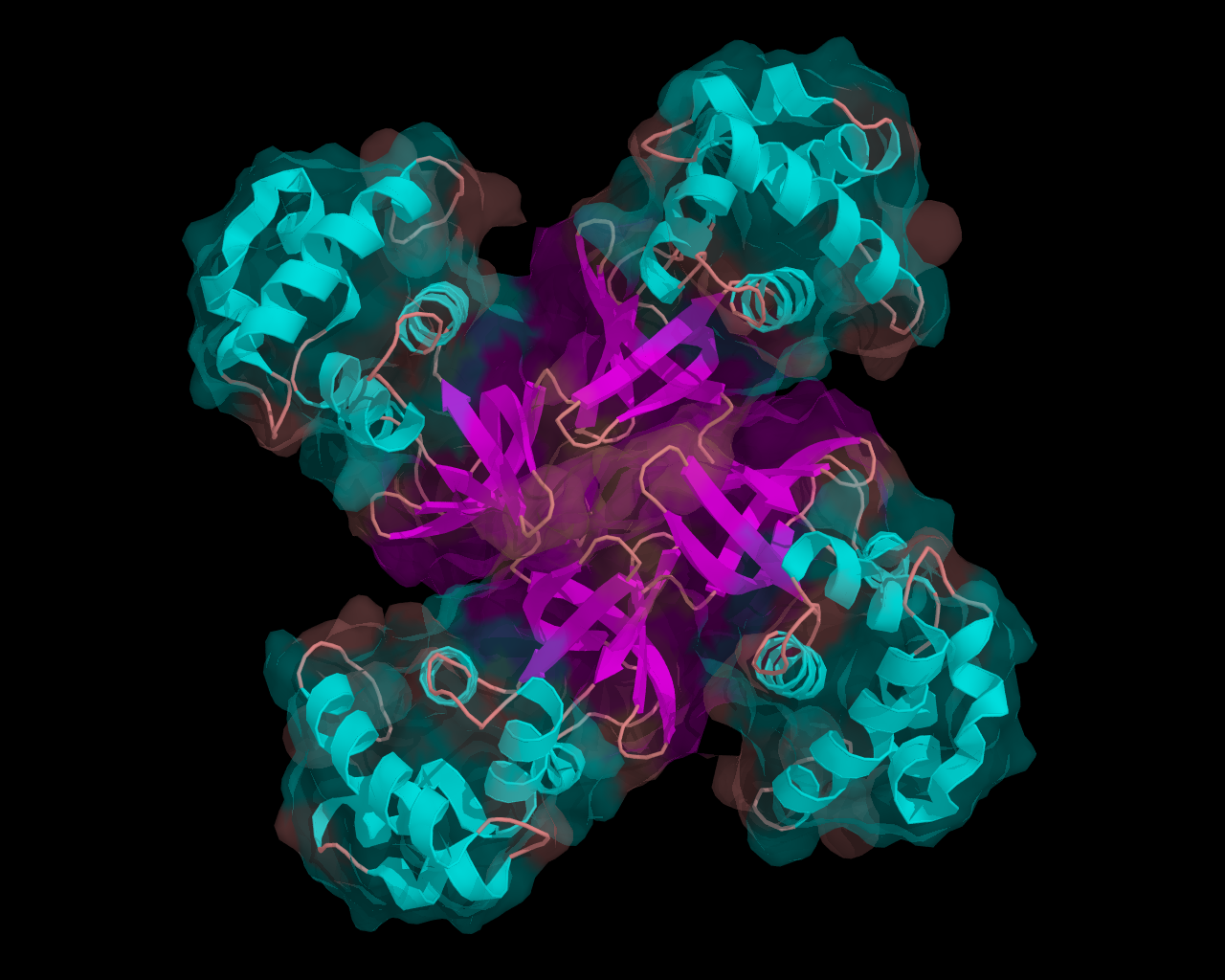
ساختار هلیکاز Ruva باکتری اشریشیا کلی

هلیکازها دسته‌ای از آنزیم‌ها هستند که انرژی حاصل از آبکافت نوکلئوتیدها را برای جداسازی جفت‌های اسید نوکلئیک بکار می‌برند. آنها در بسیاری از واکنش‌های مربوط به DNA و RNA مانند همانندسازی، نوترکیبی، ترمیم و رونویسی دخالت دارند.
تعداد زیادی از هلیکازها در پروکاریوت‌ها و یوکاریوت‌ها شناسایی شده‌اند و بیش از یک درصد ژنوم یوکاریوتها هلیکازها را کد می‌کنند.
هلیکازها را می‌توان بر اساس نوع فعالیت هایشان به چند دسته تقسیم کرد:
- هلیکازهای '۳-'۵
- هلیکازهای '۵-'۳

در هنگام همانند سازی، دو رشته DNA با استفاده از آنزیم هلیکاز (helicase) مانند زیپ از یکدیگر جدا می‌شوند و سپس از روی هر رشته یک رشته جدید ساخته می‌شود. در هر چنگال (دوراهی) همانندسازی ۱ آنزیم هلیکاز رپ وجود دارد. پروتئین Rep مسئول بازکردن پیچش‌ها و مارپیچ‌های DNA است و دخالت آن برای همانندسازی سریع لازم می‌باشد. پروتئین dnaB با مصرف ATP پیوندهای هیدروژنی هر دو رشته پلی‌نوکلئوتیدی DNA را از هم جدا می‌کند. همچنین این پروتئین هم می‌تواند پیچش‌های DNA را باز کند.خاصیت کاتالیزوری ندارد.